# 鮑伯·布朗
羅伯特·詹姆士·布朗（英語：Robert James Brown，1944年12月27日—）,現任澳大利亞參議員，為澳洲綠黨創黨成員，並為公開承認其同性戀關係的澳洲參議員。布朗在塔斯馬尼亞州綠黨成員的支持下首次進入國會殿堂。並和Dee Margetts合作下，在2001 和 2007年, 連任成功。
在服務塔斯馬尼亞人議會期間，鮑伯·布朗成功擴大被保護的自然環境保護區的區域大小。鮑伯布朗領導澳洲綠黨從一個小政黨，發展至一個全國性的政黨。在小政黨參議院期間的2002和2004之間，整合其他各小黨的力量，鮑伯·布朗成為全國知名的人士。鮑伯·布朗以和平抗議運動而聞名，當美國總統乔治·沃克·布什訪問澳洲國會演說時，鮑伯打斷布希的演說而遭國會停權，這也使鮑伯因此事件在2003年10月23日登上國際新聞頭條而聞名國際。
2012年4月13日，布朗宣布因个人原因决定辞去绿党领导人职务，并表示，他打算6月份从参议院辞职。

## 早期生活
鮑伯·布朗出生於澳洲新南威爾斯的奧伯隆，就讀於Blacktown男子高校時擔任學生會會長。畢業後，就讀於雪梨大學醫學系。隨後，他於1972年搬至塔斯馬尼亞州，並在朗塞斯頓擔任總醫師. 他隨即成為綠黨成員並加入地方的環保運動, 特別是Pedder湖的環境保護工作。

## 地方政治
在1978年布朗擔任塔斯馬尼亞野生動物協會的負責人。在1970後期，他發動阻止Franklin Dam水霸興建的抗議活動。在這次運動期間抗議時逮捕的1500人中，布朗也是被捕的一員 。 他後來在霍伯特的里斯登監獄度過19天。在1983年在他獲釋的那一天，在地方上的政治老將的辭職後，布朗藉此機會成為一名塔斯馬尼亞的地方議會的議員。在他的第一個任期期間， 布朗有許多議題提案， 包括新聞自由，安樂死，降低議會的薪水，司法改革，禁止電池工業和無核塔斯馬尼亞。 在1989年, 塔斯馬尼亞成比例代表的議政系統允許綠黨可以在會議的35個席位中的贏得了5個席次， 並且布朗成為他們的非正式的領導人(在那時，綠黨沒有正式的組織領導人) .  布朗已經出版幾本書, 包括 野外河流 ( 1983 ) 、Pedder湖 (1986)、Tarkine小徑 ( 1994 )、綠黨一家親 ( 1996 ) (與Peter Singer合著) 、一個更頭腦清醒的世界的備忘錄 ( 2004 ) 以及 塔斯馬尼亞的海灣 ( 2005 )。在2004年詹姆士·諾曼出版第一個有關布朗的傳記，書名為「鮑伯·布朗︰ 一個溫和的革命家」。布朗目前居住在霍伯特。

## 聯邦政治
1996年, 布朗獲選為塔斯馬尼亞地方議員, 並且是保守約翰·霍華德政府的反對在野勢力主要成員. 他也同時支持人權議題, 包括西藏，東帝汶和西巴布亞。他並且提倡憲法改革，森林保護，在防堵放射性廢棄物傾倒， 禁止強制安置原住民兒童，禁止使用集束炸彈及溫室氣體減排。

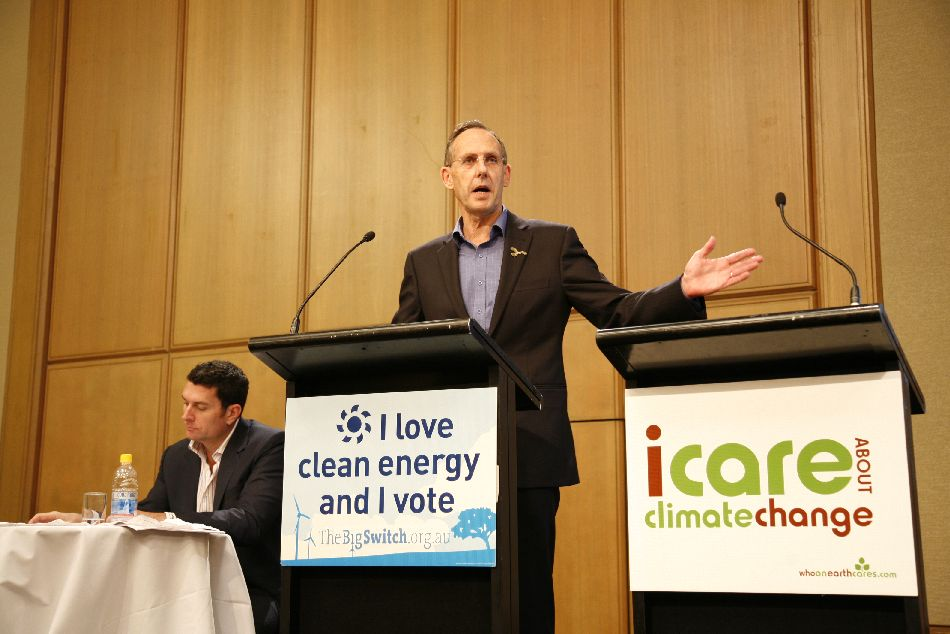
鮑伯·布朗在2007年聯邦選舉前, 綠黨的氣候變遷政策訴求讓他選情一路領先

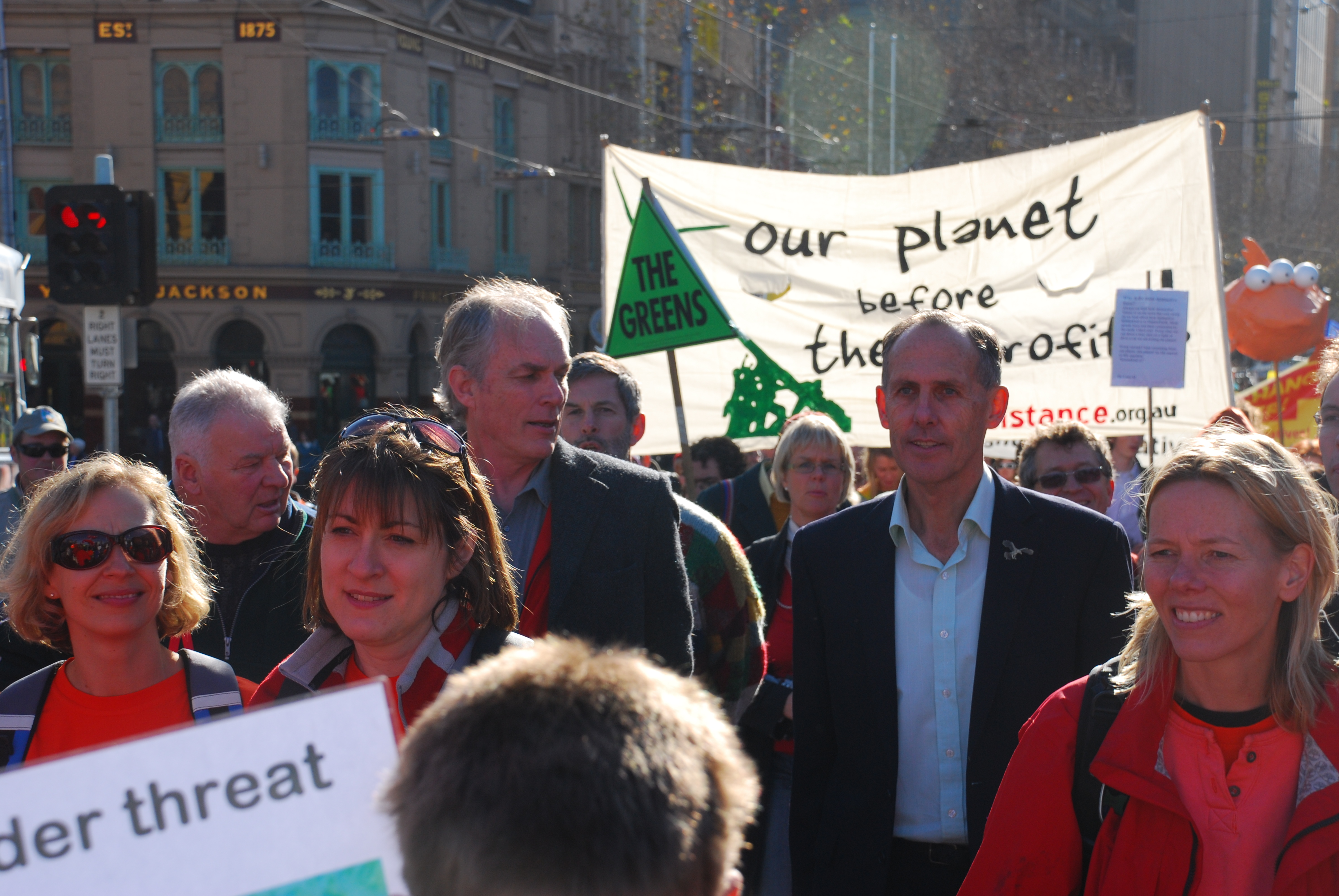
鮑伯·布朗在2008年七月五日參加墨爾本的氣候變遷大會

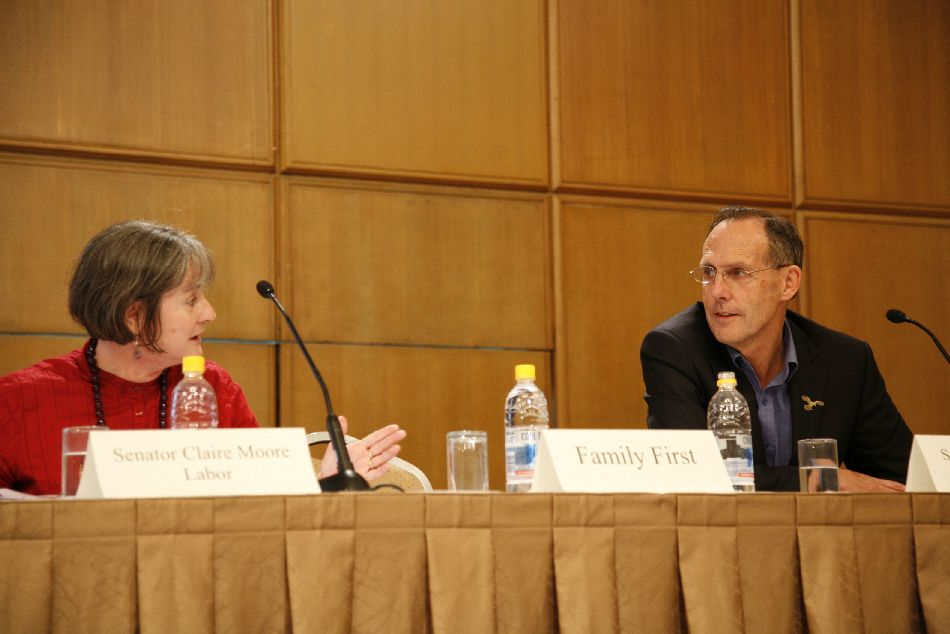
澳洲工黨參議員 Claire Moore (左) 和 鮑伯·布朗(右)

在2001年的聯邦選舉，布朗大獲全勝，進軍到參議院， 並且在澳洲總理約翰·霍華德總理拒絕允許438個尋求政治庇護的難民(主要從阿富汗)登上耶誕島，對外發出不平的評論。
布朗在對伊拉克的2003年的侵略行為也同樣于以批判, 並成為反戰和平運動方面的要角。當布希總統在2003年10月23日訪問坎培拉時， 布朗和參議員Kerry Nettle杯葛打斷布希在澳洲國會的演說. 在布希演說時，布朗和Kerry身穿印有於大衛·希斯克和哈比卜的字樣， 在那時有兩位澳洲公民被關在古巴關塔那摩灣(哈比卜不久被無罪釋放，希斯克則因提供恐怖主義的物質支援而被判刑)。布朗和Kerry隨即被國會停權24個小時，以防止他們對隔日的中國國家主席胡錦濤到訪做相同的杯葛。
布朗反對霍華德政府在2004年對婚姻法案所做的修正，  反對的理由是:「霍華德先生應該放輕鬆並且接受同性戀婚姻, 因為同性戀婚姻將是社會結構的一部分。」在2004年12月， 森林木材公司「岡恩公司」試圖起訴布朗和其它人並要求賠償630萬美元， 因為岡恩認為布朗和其它人都持續的進行對岡恩公司利益有害的相關活動。最高法院駁回了岡恩的訴狀發行，並要求岡恩要負責所有的訴訟費用。岡恩最後在2006年12月13日最後撤回所有對布朗的控訴。
鮑伯·布朗在當了10年參議員後, 于2005年11月28日正式被選舉為澳洲綠黨的黨主席
在2005年，布朗在聯邦法庭提出對塔斯馬尼亞森林應該有相關合法法令以保護森林資源.  1997年塔斯馬尼亞人地區森林協議(RFA) 針對伐木行認為可以從瀕危物種法律中于以豁免，但是仍需要去保護瀕危物種。鮑伯·布朗提出反對, 認為如果允許伐木將對鸚鵡和甲蟲帶來一樣的瀕危物種威脅。在2006年12月，法官沙恩·馬歇爾判布朗獲勝。但在對聯邦法庭時，鮑伯·布朗敗訴。布朗被命令要賠24萬美元給塔斯馬尼亞相關的林業業者，他說他付不出錢。無法支付可能導致布朗喪失參議院的席位。在2009年6月9日，澳洲企業家狄克·史密幫助布朗擺脫困境。

## 進一步閱讀
- Armstrong, Lance J.E. (1997). Good God, He's Green! A History of Tasmanian Politics 1989-1996. Wahroonga, N.S.W., Pacific Law Press. ISBN 1-875192-08-5
- Lines, William J. (2006) Patriots : defending Australia's natural heritage  St. Lucia, Qld. : University of Queensland Press, 2006.  ISBN 0-7022-3554-7

## 外部連結
- Senator Brown's Photographic Exhibition to raise raising money to pay for the initially successful court challenge against logging the Wielangta Forest. On appeal, the court said logging could go ahead and awarded costs against Senator Brown. Forestry Tasmania is demanding $280,000.
- Tasmanian Parliamentary library profile （页面存档备份，存于）
- Senator Brown's website （页面存档备份，存于）
- Senator Brown's parliamentary website
- Senator Bob Brown National Press Club Address 25 September 2001
- George W Bush's speech to the Australian Parliament
- Bob Brown suspended over blackmail barb （页面存档备份，存于）, The Sydney Morning Herald, 6 March 2003
- The Writ lodged in the Supreme Court of Victoria by Gunns against Bob Brown and others.
- Senator Brown's campaign to challenge logging in the Wielangta Forest
- Bob Brown's Speaks at Walk Against Warming （页面存档备份，存于）
- Bob Brown and Larissa Waters - The cure to climate change （页面存档备份，存于）
- Bob Brown and Larissa Waters - Great Barrier Reef （页面存档备份，存于）
- Australian Greens' YouTube Channel （页面存档备份，存于）
- Senator Bob Brown's YouTube Channel （页面存档备份，存于）
- GreensBlog （页面存档备份，存于）
- Scopical, Australia[永久]

| 政党职务  | 政党职务                   | 政党职务               |
| --------- | -------------------------- | ---------------------- |
| 前任： -- | 澳洲綠黨黨主席 2005 - 2012 | 繼任： Christine Milne |